# Assassin's Creed IV: Black Flag
Assassin's Creed IV: Black Flag je akční dobrodružná videohra z roku 2013 vyvinutá společností Ubisoft Montreal a vydaná Ubisoftem. Jedná se o šestý hlavní díl herní série Assassin's Creed. Historické zasazení videohry předchází Assassin's Creed III (2012), třebaže moderní sekvence se odehrávají po Assassin's Creed III. Black Flag byl vydán v říjnu 2013 na platformy PlayStation 3, Xbox 360 a Wii U a o měsíc později na PlayStation 4, Xbox One a Microsoft Windows. V prosinci 2019 byl společně s Assassin's Creed Rogue vydán také na Nintendo Switch jako součást kolekce Assassin's Creed: The Rebel Collection.
Příběh je zasazen ve fiktivní historii, sledující skutečné světové události, a pojednává o staletí trvající válce mezi asasíny, jež bojují za mír a svobodnou vůli, a templáři, kteří chtějí míru dosáhnout skrze podmanění a kontrolu. Moderní linie se odehrává ve 21. století a hráč je agentem Absterga. Hlavní příběhová linie je zasazena v 18. století v Karibiku během Zlatého věku pirátství. Sleduje velšského piráta Edwarda Kenwaye, dědečka protagonisty Assassin's Creed III Ratonhnhaké:tona a otce antagonisty Haythama Kenwaye, jenž se v konfliktu mezi asasíny a templáři ocitne čirou náhodou. Důležitým prvkem příběhu je snaha o založení Republiky pirátů a osvobození se tak od britské a španělské nadvlády.

## Hratelnost
Assassin's Creed IV: Black Flag je akční dobrodružná stealth videohra, která se odehrává v otevřeném světě a je hrána z pohledu třetí osoby. Ve videohře se objevují města Havana, Kingston a Nassau, ve kterých mají vliv Španělé, Britové a piráti. V hlavním příběhu lze navštívit i lokace, jako je Port-au-Prince, a menší lokace, například ostrov Velká Inagua. Svět dále obsahuje přes 50 samostatných míst k prozkoumání, včetně atolů, námořních pevností, mayských zřícenin, cukrových plantáží a vraků lodí. Poměr souše a mořských vod je 60 ku 40. Oproti předchozím dílům má hráč ve světě pocit volnosti, přesto zde existují určitá omezení. Mise jsou podobné těm v původním Assassin's Creed. V otevřeném světě je možné cestovat dříve, než tomu bylo v Assassin's Creed III, které mělo mnoho naskriptovaných misí a hráči dostali svobodu v prozkoumávání až po dokončení prvního aktu. Hráč navštíví džungle, pevnosti, ruiny a malé vesnice, přičemž svět je navržen tak, aby hráči dal co nejvíce možné volnosti v pohybu. Povoluje mu například přepadávat a zajímat lodě, na které se může i nalodit, a bezproblémově plavat na nedaleké pláže. Zároveň se do videohry navrátil systém lovení, jenž pochází z Assassin's Creed III. Hráč může lovit a rybařit a z těchto aktivit pak získat materiály potřebné k vylepšení svého vybavení.
Důležitým prvkem videohry je loď Jackdaw (Kavka), na které může být hráč kapitánem. Jackdaw lze během hry vylepšovat a je hráči snadno přístupná, když ji potřebuje použít. Kromě toho byl do hry přidán i podvodní zvon. Hráč má k dispozici skládací dalekohled, pomocí kterého si může označit vzdálené lodě a prohlédnout si jejich náklad a sílu (obtížnost). Dalekohled slouží také k nalezení lovné zvěře nacházející se na ostrovech, zakopaných pokladů, vysoko umístěných bodů dostupných k synchronizaci anebo vedlejších úkolů, jako jsou atentáty a námořní kontrakty. Vylepšená verze systému k rekrutování osob z Assassin's Creed: Brotherhood byla použita i zde. Edward tak může najmout členy do své posádky. Kenwaya posádku mu zůstává po celou dobu věrná, jako v předchozí hrách. Její členy je možné povýšit na kapitány zajatých lodí a jsou potřeba k naloďování na cizí lodě. Nicméně nemohou pomáhat v boji a při atentátech na dlouhé vzdálenosti. Ubisoft odebral tento prvek ze hry v domnění, že by hráči prošli skrze napjaté a problémové situace příliš snadno.
V moderní době, v kanceláři firmy Abstergo Entertainment, která je dceřinou společnosti Abstergo Industries, v Montrealu v Québecu, hráč prozkoumává kanceláře, odposlouchává a hackuje, avšak s nikým nebojuje. Jsou zde dostupné také různé „hackovací“ hry, jež plní úlohu hádanek a odhalují tajemství Absterga.
Do videohry se navrátil multiplayer, jenž obsahuje nová nastavení a herní módy. Odehrává se však pouze na souši.

## Děj

### Postavy
Hlavní postavou videohry je Edward Kenway (Matt Ryan), velšský pirát a nakonec i člen bratrstva asasínů. Edward je otcem Haythama Kenwaye a dědečkem Ratonhnhaké:tona (Connora), dvou hratelných postav z Assassin's Creed III. Ve hře se objevují i historické osoby, jako jsou piráti Edward „Černovous“ Thatch (Mark Bonnar), Benjamin Hornigold, Mary Read, Stede Bonnet, Anne Bonny, Calico Jack, Charles Vane (Ralph Ineson) či pozdější královský guvernér Baham Woodes Rogers.

### Příběh
Hra začíná rokem 1715 a odehrává se v Karibském moři. Hlavní postavou je Edward Kenway. Edward slouží u privatýrů a jednoho dne je jejich loď přepadena asasínem Duncanem Walpolem. Lodě však ztroskotají na pobřeží Kuby. V souboji Edward zabije asasína, vezme si pak jeho úbor a tajemnou ampulku s krví, přečte si dopis, který měl asasín u sebe a dozví se tak, že asasín byl zrádce a ampulku chtěl předat templářům v Havaně. Edward se rozhodne dokončit jeho misi za něj, očekává totiž za splnění úkolu odměnu. Edward je také ženatý s Caroline Scottovou, kterou jeho pirátský život vůbec netěší, Edward ale nevydrží na jednom místě a je pirátem hlavně proto, aby zabezpečil svou budoucí rodinu.
V současnosti je do Animu napojen Vzorek 17, který pracuje pro Abstergo Entertainment, společnost, která ze vzpomínek předků (asasínů) získává informace. Abstergo Entertainment je totiž templářská organizace, která se snaží ve známém konfliktu templářů a asasínů, asasíny porazit.
Edward v Havaně předá ampulku templářům Laureno Torresovi, Woodsi Rogersi a Jullianu de Casse v přestrojení za již mrtvého Walpola a zároveň zjišťuje jejich plány k nalezení pradávného zařízení zvané Observatoř, která dovede s krví v ampulce, kterou templářům Edward předal místo zesnulého asasína, vidět přímo v ten moment očima daného člověka.
Pirát se ale prozradí a má být stříbrnou flotilou dovezen do města Sevila ve Španělsku. Na lodi se seznámí s Maroonem Adéwalém. Oběma se podaří i s dalšími muži utéct a uzmou templářskou loď, kterou později pojmenuje Edward „Kavka“ (anglicky Jackdaw). Edward se stane pirátským kapitánem a Adéwale jeho prvním kormidelním poddůstojníkem. Edward je hlavně pirát, přepadává lodě a pevnosti, čímž rozšiřuje svůj vliv a majetek, s templáři bojuje jen okrajově. Caroline avšak později svého manžela opustí, Edward žije ryzím pirátským životem v pirátském městečku Nassau a pomáhá např. Černovousovi najít léky pro jeho nemocnou posádku… Asasínům sice pomáhá, do asasínského myšlení ho zasvěcuje Mary Readová (nejprve vystupuje jako muž James Kidd), ovšem k bratrstvu se nepřidá.
Nassau je ale později zkolonizováno, což piráty samozřejmě znepokojí. Edward se kromě pirátství žene i za svým snem, nalézt tajemnou Observatoř, protože věří, že díky ní by se mohl stát vládcem karibských moří. Do Observatoře ho nakonec dovede Bartoloměj Roberts, muž, jenž získal od narození cizí vzpomínky ohledně Observatoře, tedy i její lokalizaci. Edward však pozná, že Observatoř není jakási obrovská hala, nýbrž pouze skleněná lebka do níž se ampulka vloží která umí z kapky krve. Tento mocný artefakt by z Bartoloměje a Edwarda učinil nejmocnější piráty Karibiku, Roberts avšak Edwarda zradí a lebku si odnese sám. Edward z Observatoře sice uprchne, ale Roberts ho zatkne a odvede Angličanům za slušnou odměnu. Z vězení Edwarda ale po 4 měsících zachrání asasín Ah Tabai, jenž hledá Mary Readovou a Anne Bonnyovou, obě mají být popraveny, poprava je ale odložena, jelikož tvrdí, že jsou těhotné. Edward jim spolu s asasínem pomůže uprchnout, Mary avšak bohužel při útěku zemře.
Během velké deprese kvůli Mary hodně pije, naštěstí ho Adéwalé nutí se přidat k asasínům, což tedy udělá, Adéwalé se k nim také přidá a ukončí svou roli kormidelního poddůstojníka, jímž se stane Anne Bonnyová. Ke konci Edward jako právoplatný asasín vede pomstu Robertsovi, po vraždě zjišťuje od Angličana Woodse Rogerse kde se nachází poslední nebezpečný templář v Karibiku již zmíněný Laureno Torres. V závěrečném epilogu Edward pirátskou zátoku Great Inagua předá Ah Tabaiovi a sám nechá pirátství. Do zátoky připluje anglická loď jako dovoz do Anglie pro Edwarda. Na lodi se avšak objeví jeho dcera, asi osmi nebo sedmiletá dcera Jennifer, která říká, že celý svůj život strávila s matkou Caroline, která bohužel zesnula. Proto se také náš Kenway vrátil domů. Potom vidíme záběr o několik let později, kdy Edward vezme děti, asi čtrnácti nebo patnáctiletou Jennifer a asi sedmiletého Haythama (pozdějšího otce Connora, amerického asasína z Assassin`s Creed III) pozve do divadla a začne si užívat klidného odpočinku v Anglii…

## Stahovatelný obsah

### DLC
- Freedom Cry – hlavní postavou je Adéwalé, znám už ze hry, ke které bylo toto DLC vydáno. Adéwalé, bývalý otrok z Trinidadu, pirát a později asasín, byl prvním důstojníkem Edwarda Kenwaye. DLC sleduje Adéwalého život 15 let po událostech původního příběhu. Mimo to se také vrátí jedna ze starých postav a ‘známý předmět’. DLC je zasazeno do nové lokace Port-au-Prince (bývalá francouzská kolonie). DLC vyšlo 17. prosince 2013 na Xbox 360 a Xbox One, 18. prosince na PS4 a PS3 a 19. prosince na PC. Soundtrack k Freedom Cry složil Olivier Deriviere.
- Sacrificed Secrets – DLC Mise. Vyjde pro Windows, Xbox 360, Xbox One, PS3 a PS4.

### Edice
- Black Chest Edition
- Buccaneer Edition
- Skull Edition
- Special Edition
- Gamestop Edition